# Neue Regeln im Straßenverkehr
Neue Regeln im Straßenverkehr ist eine Sonderbriefmarkenserie, die im Briefmarken-Jahrgang 1971 der Deutschen Bundespost in zwei Teilen mit je vier Marken im Februar und April erschien. Die Serie sollte auf die neuen Verkehrsregeln im Straßenverkehr in der Straßenverkehrs-Ordnung (StVO) und die neuen Verkehrszeichen aufmerksam machen.

## Liste der Ausgaben und Motive
Legende
- Bild: Eine bearbeitete Abbildung der genannten Marke. Das Verhältnis der Größe der Briefmarken zueinander ist in diesem Artikel annähernd maßstabsgerecht dargestellt. Sollten keine Marken abgebildet sein, liegt es daran, dass das Urheberrecht des Künstlers noch nicht erloschen ist.
- Beschreibung: Eine Kurzbeschreibung des Motivs und/oder des Ausgabegrundes. Bei ausgegebenen Serien oder Blocks werden die zusammengehörigen Beschreibungen mit einer Markierung versehen eingerückt.
- Wert: Der Frankaturwert der einzelnen Marke in Pfennig. Ein „+“ bedeutet, dass es sich um eine Zuschlagsmarke handelt (= Frankaturwert + Spende).
- Ausgabedatum: Das Datum des erstmaligen Verkaufs dieser Briefmarke.
- Auflage: Soweit bekannt, wird hier die zum Verkauf angebotene Anzahl dieser Ausgabe angegeben.
- Entwurf: Soweit bekannt, wird hier angegeben, von wem der Entwurf dieser Marke stammt.
- Mi.-Nr.: Diese Briefmarke wird im Michel-Katalog unter der entsprechenden Nummer gelistet.

| Bild | Beschreibung                                                              | Werte in Pfennig | Ausgabe- datum (1971) | Auflage    | Entwurf | MiNr. |
|      | Neue Regeln im Straßenverkehr (Teil: I) - Schülerlotse                    | 10               | 18. Februar           | 30.000.000 | Wöhrle  | 665   |
|      | - Vorfahrt, Zeichen 301                                                   | 20               | 18. Februar           | 30.000.000 | Wöhrle  | 666   |
|      | - Halt! Vorfahrt gewähren! Zeichen 206                                    | 30               | 18. Februar           | 30.000.000 | Wöhrle  | 667   |
|      | - Fußgängerüberweg, Zeichen 350                                           | 50               | 18. Februar           | 20.000.000 | Wöhrle  | 668   |
|      | Neue Regeln im Straßenverkehr (Teil: II) - Vor dem Überholvorgang blinken | 5                | 16. April             | 30.000.000 | Siegel  | 670   |
|      | - Warnleuchte und Warndreieck                                             | 10               | 16. April             | 30.000.000 | Siegel  | 671   |
|      | - Nach dem Überholvorgang ebenfalls blinken                               | 20               | 16. April             | 30.000.000 | Siegel  | 672   |
|      | - Fußgänger am Überweg, Handzeichen                                       | 30               | 16. April             | 30.000.000 | Siegel  | 673   |